# Keppelse Golfclub
De Keppelse Golfclub is een Nederlandse golfclub in Hoog-Keppel, die werd opgericht op 23 januari 1926. De 18-holes baan is omgeven door bossen en weilanden.

## Geschiedenis
In januari 1926 werd door een zevental notabelen uit de Achterhoek onderzocht of er belangstelling bestond voor een golfclub. Diezelfde maand werd de club opgericht met de naam Golf Club Enghuizen'', vernoemd naar kasteel Enghuizen in Hummelo. De 9-holesbaan lag op een weiland achter het kasteel en de oranjerie werd als clubhuis gebruikt. Vijf jaar later verhuisde de club naar de huidige locatie, een terrein waarvan mevrouw Van Pallandt van Keppel van kasteel Keppel eigenaar was. Op haar verzoek is de naam gewijzigd in de 'Keppelse' of Keppelse Golfclub.
De Keppelse behoort tot de oudste golfclubs van Nederland. Bij oprichting in 1926 waren er nog maar zeven golfclubs in Nederland.
Het terrein werd diverse malen uitgebreid, in 1968, 1983 en 1989. In 2011 zijn aan de oude negen holes negen nieuwe toegevoegd, waarbij beide delen een eigen karakter hebben verkregen. De oude negen holes kennen smalle fairways en kleine greens, waarbij nergens water in het spel komt. De nieuwe holes kennen een meer glooiend terrein met waterhindernissen.

## Eschauzier-cup

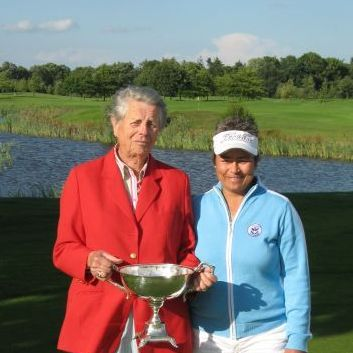
Annelies Eschauzier en Mette Hageman (2008)

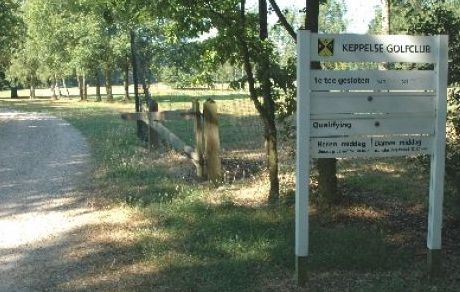

Het bekendste lid van de Keppelse is Annelies Eschauzier, veelvuldig golfkampioene van Nederland en een van de beste Nederlandse golfsters ooit, en sinds 1975 erelid van de NGF. Zij heeft veel betekend voor de ontwikkeling van het damesgolf in Nederland. De in 2005 ingestelde, en jaarlijks terugkerende Eschauzier Cup is naar haar genoemd.